# Circuit de l'Est
Le Circuit de l'Est est une course aéronautique par étapes organisées par le journal Le Matin, qui s'est déroulé du 7 au 17 août 1910. Trente-cinq participants s'étaient inscrits dont Hubert Latham, inscrit numéro 5, qui ne prit pas le départ. Seuls deux d'entre eux, Alfred Leblanc et Emile Aubrun, franchirent la ligne d'arrivée ; l'aménokal Moussa ag Amastan qui effectuait un voyage en France dans le cadre de la "Mission Touareg" assista à la fin de cette course mythique.
Le général Foch qui avait suivi avec attention la course, déclara quelques semaines plus tard lors des premières manœuvres aériennes de Picardie, au délégué du Matin, Robert de Beauplan : « Tout ça, voyez vous, c'est du sport : mais pour l'armée, l'aviation, c'est zéro ».

## Concours

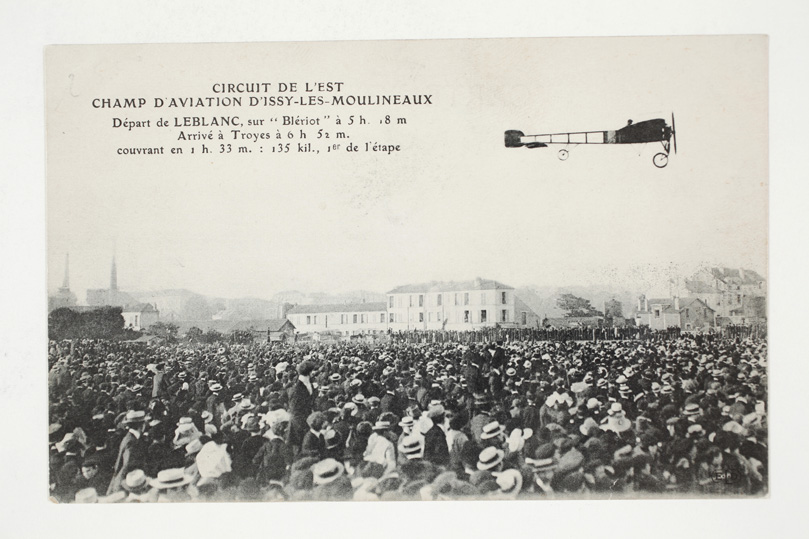
Champ d'Aviation d'Issy-les-Moulineaux, Départ d'Alfred Leblanc sur Blériot XI.
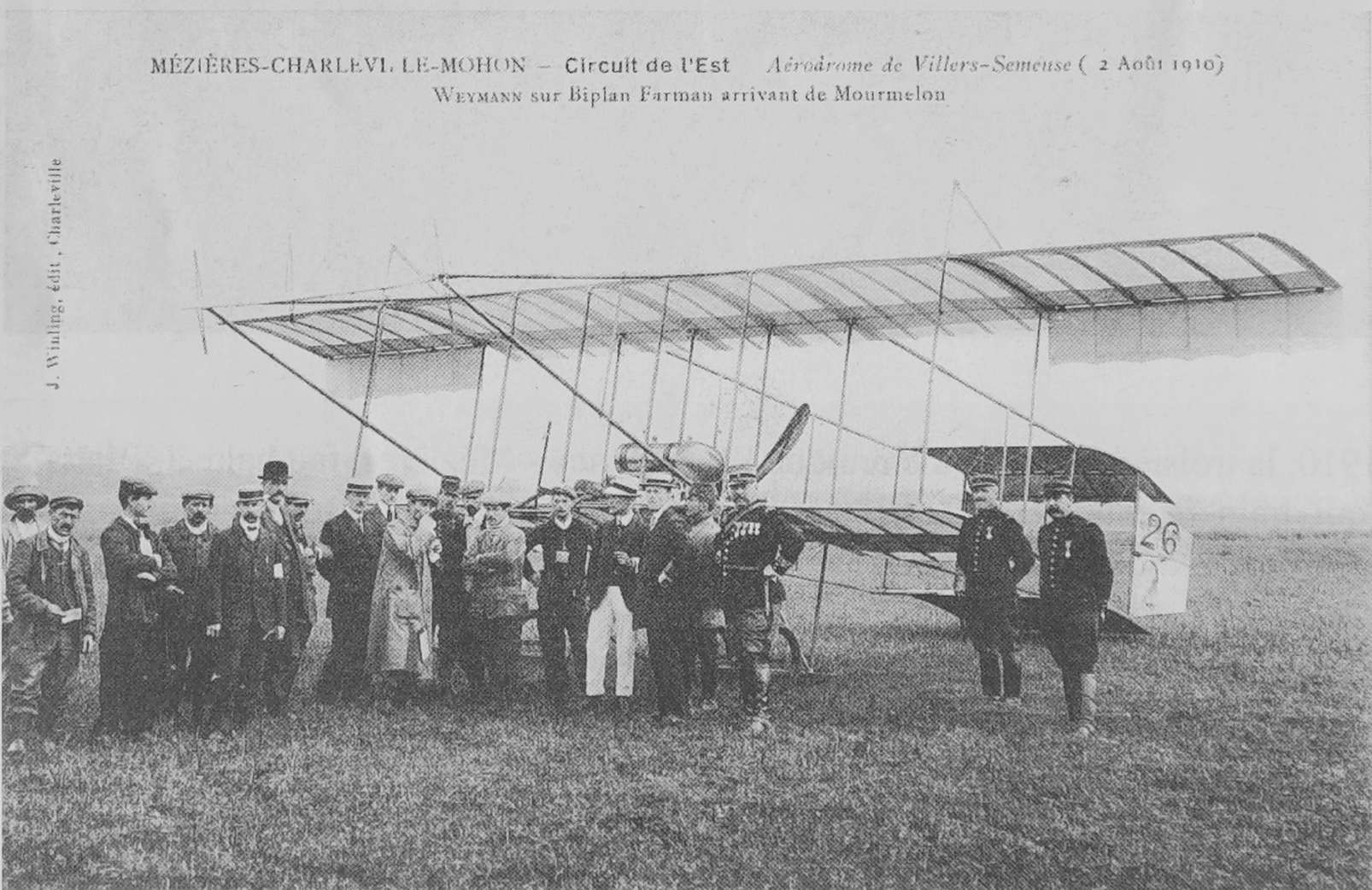
Charles Terres Weymann à Charleville.
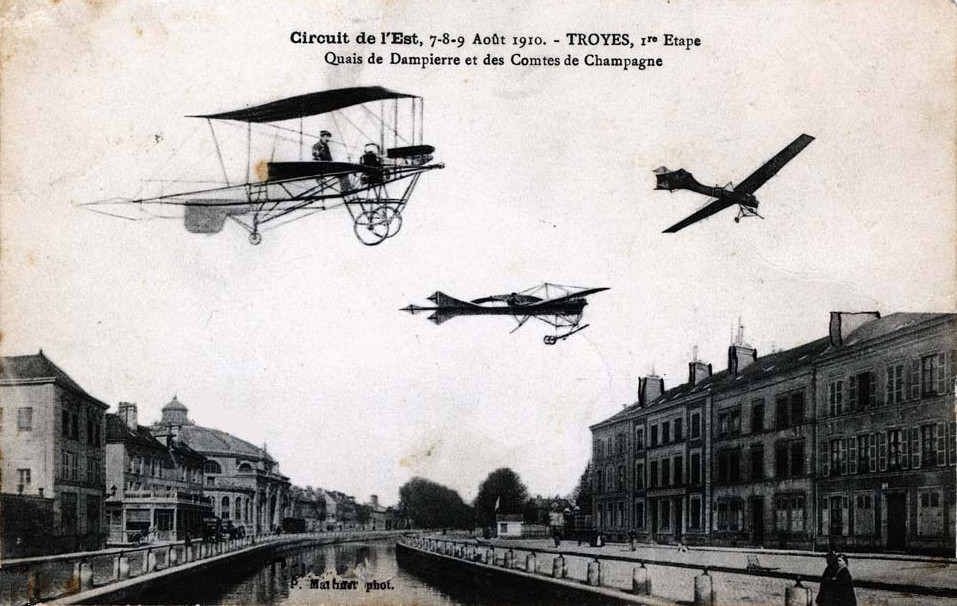
Troyes.

Il s'est déroulé sur six étapes reliant les villes de Paris – Troyes – Nancy – Mézières – Douai – Amiens – Paris. L'aéronautique militaire engage trois équipages sur cette manifestation.
Alfred Leblanc remporte la course et gagne le prix de 100 000 frs réservé au vainqueur (Soit environ 366  000 € en 2017), Émile Aubrun termine second, tous deux pilotent un monoplan Blériot XI à moteur Gnome de 50hp. Ce sont les seuls rescapés des 35 inscrits dont seulement dix prirent le départ d'Issy-lès-Moulineaux. Ils ont parcouru 805 km en 12 h 1 min 1 s, soit une vitesse moyenne de 66,99 km/h.